# Wang Tieya
Wang Tieya (Fuzhou, 6 juli 1913 - Peking, 12 januari 2003) was een Chinees rechtsgeleerde. Hij was hoogleraar internationaal recht aan verschillende universiteiten en was van 1997 tot 2000 rechter van het Joegoslavië-tribunaal.

## Levensloop
Wang studeerde van 1929 tot 1931 aan de faculteiten voor Engels en politicologie van de Fudan-universiteit in Shanghai. Aansluitend vervolgde hij zijn studie aan de faculteit voor politicologie van de Tsinghua-universiteit in Peking en slaagde hier in 1933 voor zijn bachelorgraad in de rechten en in 1936 voor zijn mastergraad op het gebied van internationaal recht. Hierna deed hij van 1937 tot 1939 nog een vervolgstudie aan de London School of Economics dat deel uitmaakt van de Universiteit van Londen.
Sinds 1940 was hij hoogleraar aan de Universiteit van Wuhan, vanaf 1942 aan de Chongqing-universiteit en vanaf 1947 aan de Universiteit van Peking. Bij de laatste begon hij als hoogleraar aan de faculteit voor politicologie, was hij dat vervolgens vanaf 1952 aan de faculteit voor geschiedenis en was hij daarna van 1956 tot 1983 hoofd van de sectie internationaal recht. Van 1983 tot 1997 was hij hoogleraar internationaal recht aan de Universiteit van China voor Politieke Wetenschappen en Recht en daarnaast van 1985 tot 1997 ook aan de Universiteit van Nankai in Tianjin en het college van het Ministerie van Buitenlandse Zaken. Daarnaast was hij gasthoogleraar aan een groot aantal universiteiten, waaronder aan de Law School van de Columbia-universiteit en aan de Haagsche Academie voor Internationaal Recht. Hij maakte deel uit van verschillende Chinese delegaties tijdens internationale onderhandelingen en conferenties.
In 1997 trad hij aan als rechter van het Joegoslavië-tribunaal in Den Haag en volgde daarbij zijn landgenoot Li Haopei op die dat jaar was overleden. Hier was hij betrokken bij zaken tegen Duško Tadić en Dražen Erdemović. Wang was daarnaast ook lid van het Permanente Hof van Arbitrage. Hij nam afscheid van het tribunaal in maart 2000 om gezondheidsredenen. Hij overleed drie jaar later in Peking.
Wang was lid van het Institut de Droit International en voorzitter van het Chinees Genootschap van Internationaal Recht. Hij publiceerde zowel in het Chinees als het Engels en vertaalde daarnaast ook juridische werken en verdragen uit het Engels in het Chinees. Hij was medehoofdredacteur van het Chinese Journal of International Law. Hij schreef daarnaast de sectie over internationaal recht voor de Chinese Encyclopedia en de Chinese Dictionary of Law.
- Bibliothèque nationale de France: cb15018236j (data)
- Gemeinsame Normdatei: 138459568
- International Standard Name Identifier: 0000 0000 8385 6250
- Library of Congress Control Number: n82275471
- Nederlandse Thesaurus van Auteursnamen: 071440437
- Système universitaire de documentation: 188921613
- Virtual International Authority File: 57981666
- WorldCat: E39PBJqfKHJ8QkbbYk38krgqcP